# Legion Maryi
Legion Maryi – katolicki ruch apostolstwa świeckich, działający pod duchowym przewodnictwem kapłanów. Powstał 44 lata przed ogłoszeniem soborowego Dekretu o Apostolstwie Świeckich.
Legion Maryi powstał 7 września 1921 roku w Dublinie, stolicy Irlandii. Założycielem Legionu był Irlandczyk Frank Duff (1889–1980). Legion ma pomagać Maryi w doprowadzaniu wszystkich dusz do Chrystusa, Legion ma być armią, która zdobywa świat dla Chrystusa przez Maryję.
Istnieją dwa rodzaje członkostwa w Legionie: członkowie aktywni i pomocniczy. Praca członków aktywnych polega na docieraniu do coraz szerszych kręgów ludzi, niesieniu im wsparcia duchowego, ułatwianiu kontaktu z kapłanem, rozmowach na tematy religijne, odwiedzaniu samotnych i chorych w szpitalach, domach opieki, odwiedzaniu więzień i schronisk dla nieletnich, pomocy przy organizacji Dnia Chorych w parafii, przygotowywaniu do sakramentów dzieci i dorosłych (katecheza indywidualna), rozprowadzaniu prasy i książek katolickich, prowadzeniu grup dziecięcych i młodzieżowych Legionu Maryi. Natomiast członkowie pomocniczy mają obowiązek modlitwy w intencji rozwoju Legionu Maryi i uczestniczenia w zebraniach raz w miesiącu.

## Legion w Polsce
W Polsce próby tworzenia grup legionowych zostały podjęte w 1948 roku. Ale dopiero na początku lat 80. XX wieku, na życzenie Ojca św. Jana Pawła II, Legion Maryi wznowił swą działalność. Obecnie istnieje w wielu diecezjach. Główne ośrodki Legionu Maryi to: Warszawa, Lublin, Zamość, Katowice.
W Polsce istnieją dwie rady podlegające bezpośrednio Concilium: Regia w Lublinie i Komicjum w Warszawie. W Regii znajduje się 8 Komicjów.

## Struktura
Legion składa się z 6 stopni rad:
- Concilium – najwyższa rada Legionu znajdująca się w Irlandii, obejmująca cały świat,
- Senat – najwyższa rada w danym państwie,
- Regia,
- Komicjum,
- Kuria,
- Prezydium – najniższa rada obejmująca jedną parafię.

Gdy jest zbyt mało legionistów opuszcza się Senaty i Regie, wtedy Komicja podlegają bezpośrednio Irlandii. W każdej radzie jest pięciu oficerów: ksiądz opiekun, prezydent, wiceprezydent, sekretarz i skarbnik.